# Ouse (Yorkshire)
L'Ouse /ˈuːz/ è un fiume che scorre nel nord dello Yorkshire, in Inghilterra. Nasce dalla confluenza del fiume Swale e dello Ure ad est di Boroughbridge, nel centro dello Yorkshire.
Attraversa York, Selby e Goole, quindi si unisce al fiume Trent presso Faxfleet, per formare il fiume Humber.
Il suo sistema di affluenti (che include il Derwent, l'Aire, il Don, il Wharfe, il Rother, il Nidd, lo Swale, l'Ure ed il Foss) bagna una vasta area nel nord dell'Inghilterra, compresa gran parte dello Yorkshire Dales e il North York Moors.
La valle dell'Ouse è ampia e piana, le piogge intense d'inverno possono portare a straripamenti. Negli ultimi anni sia York sia Selby sia i paesi vicini sono stati duramente colpiti.

## Etimologia
La parola ouse è un nome molto comune tra i fiumi inglesi, deriva dal celtico *udso-, che significa “acqua”.